# Rich Fellers
Richard „Rich“ Fellers  (* 3. Oktober 1959 in Coos Bay (Oregon)) ist ein US-amerikanischer Springreiter.
Im April 2012 befindet er sich auf Rang 33 der Springreiter-Weltrangliste.
Im Sattel von Flexible siegte er 2012 beim Weltcupfinale in ’s-Hertogenbosch im Stechen gegen den Schweizer Steve Guerdat.
Fellers lebt in Sherwood, ist seit 1987 mit der Springreiterin Shelley Fellers verheiratet und hat mit ihr zwei Kinder.

## Pferde (Auszug)
ehemalige Turnierpferde:
- Gyro (* 1993), dunkelbrauner KWPN-Wallach, Vater: Haarlem, Besitzer: Andrea Harris
- Flexible (1996–2021), Fuchshengst, Vater: Cruising, Muttervater: Safari[2]
- Mc Guinness (* 1995), brauner Wallach, Vater: Cavalier Royale, Besitzer: Harry + Mollie Chapman
- Colgan Cruise (* 2002), braune Stute, Vater: Cruising, Muttervater: Clover Hill, Besitzer: Rich Fellers & Harry Chapman

## Erfolge

### Championate und Weltcup
- Weltcupfinale:
  - 2007, Las Vegas: 36. Platz mit Gyro
  - 2008, Göteborg: 2. Platz mit Flexible
  - 2009, Las Vegas: 18. Platz mit Flexible
  - 2010, Genf: 12. Platz mit Flexible
  - 2011, Leipzig: 24. Platz mit Flexible
  - 2012, ’s-Hertogenbosch: 1. Platz mit Flexible
  - 2016, Göteborg